# Harálambosz Holídisz
Harálambosz Holídisz, görögül: Χαράλαμπος Χολίδης (Gurjev, 1956. október 1. – Athén, 2019. június 26.) olimpiai bronzérmes görög birkózó.

## Pályafutása
Az 1976-os montréali olimpián, majd négy év múlva a moszkvai olimpián kötöttfogásban lepkesúlyban helyezetlenül végzett. Az 1984-es Los Angeles-i olimpián és az 1988-as szöulin kötöttfogás légsúlyban bronzérmet szerzett.

## Sikerei, díjai
- Olimpiai játékok – kötöttfogás, 57 kg
  - bronzérmes: 1984, Los Angeles, 1988, Szöul